# Fútbol Club Atlético de Sabadell
El Fútbol Club Atlético de Sabadell (o Athletic FC como también era llamado en la época) fue un club catalán de fútbol de la ciudad de Sabadell (Barcelona) España.

## Historia
El club se fundó en el año 1909 por Jaume Rovira, ingresando en la Federación Catalana en agosto de 1910.
Fue un destacado club durante la primera mitad del siglo XX. Rivalizó con el otro club de la ciudad, el Centre d'Esports, principalmente en la segunda mitad de la década de 1910, época en la que militó en la máxima categoría del Campeonato de Cataluña de fútbol. Ascendió a primera categoría al finalizar la temporada 1914-15, en que se proclamó campeón de Segunda. La temporada 1918-19 acabó en la sexta y última posición del campeonato y tuvo que disputar una promoción con el CE Europa, perdiéndola y bajando de categoría. La siguiente temporada también fue mala. Acabó último en la Primera B y volvió a disputar una promoción de descenso, esta vez ante el FC Martinenc y la volvió a perder, bajando a la Segunda Categoría (tercer nivel).
La temporada 1921-22 se proclamó campeón de Barcelona de Segunda Categoría y consiguió volver a la Primera B. Durante las siguientes once temporadas se mantuvo en esta categoría, superando tres promociones de descenso ante Reus Deportiu, FC Palafrugell y UD Girona. Pero al acabar la temporada 1932-33, el Atlético Sabadell descendió finalmente al tercer nivel del futbol catalán. El club comenzó a perder fuelle y acabó desapareciendo.
Los colores del club fueron el amarillo y el negro.

## Temporadas
| Temporada | Campionat                                   | Posició         |
| --------- | ------------------------------------------- | --------------- |
| 1910-11   | C. de Cataluña segunda categoría            | ?               |
| 1911-12   | Campeonato de Cataluña de segunda categoría | 14º             |
| 1912-13   | Campeonato de Cataluña de segunda categoría | 8º              |
| 1913-14   | Campeonato de Cataluña de segunda categoría | ?               |
| 1914-15   | C. de Cataluña Segunda categoría            | 1º              |
| 1915-16   | C. de Cataluña Primera categoría            | 6º              |
| 1916-17   | C. de Cataluña Primera categoría            | 5º              |
| 1917-18   | C. de Cataluña Primera categoría            | 4º              |
| 1918-19   | C. de Cataluña Primera categoría            | 6º              |
| 1919-20   | C. de Cataluña Segunda categoría            | 6º              |
| 1920-21   | C. de Cataluña Tercera categoría            | 3º              |
| 1921-22   | C. de Cataluña Tercera categoría            | 1º              |
| 1922-23   | C. de Cataluña Segunda categoría            | 5º              |
| 1923-24   | C. de Cataluña Segunda categoría            | 6º              |
| 1924-25   | Campeonato de Cataluña de segunda categoría | 3º              |
| 1925-26   | Campeonato de Cataluña de segunda categoría | 3º              |
| 1926-27   | Campeonato de Cataluña de segunda categoría | 8º              |
| 1927-28   | Campeonato de Cataluña de segunda categoría | 7º              |
| 1928-29   | Campeonato de Cataluña de segunda categoría | 4º del Grupo 3  |
| 1929-30   | Campeonato de Cataluña de segunda categoría | 4º del Grupo 2º |
| 1930-31   | Campeonato de Cataluña de segunda categoría | 4º              |
| 1931-32   | Campeonato de Cataluña de segunda categoría | 8º del Grupo 2º |
| 1932-33   | Campeonato de Cataluña de segunda categoría | 7º del Grupo 2º |
| 1933-34   | No participa                                |                 |
| 1934-35   | C. de Cataluña Tercera categoría            | 6º del Grupo 1º |